# 1er régiment d'artillerie (France)
Pour les articles homonymes, voir 1er régiment.
« 1er régiment d'artillerie à pied » redirige ici. Pour le régiment de la guerre 1914-1918, voir 151e régiment d'artillerie.
Ne doit pas être confondu avec 1er régiment d'artillerie à cheval.
Le 1er régiment d'artillerie (1er RA) (également appelé 1er régiment d'artillerie à pied) est le plus ancien régiment d'artillerie de l'Armée de terre française créé sous la Révolution à partir du régiment de La Fère artillerie un régiment français d'Ancien Régime.
Il est basé à Bourogne dans le territoire de Belfort depuis 1997 et fait partie de la 19e brigade d'artillerie depuis 2024.

## Dénominations
- 1791 : Devient 1er régiment d'artillerie.
- 1794 : Dénommé 1er régiment d'artillerie à pied
- 1815 : Le régiment est dissous
- 1816 : Création du régiment de La Fère
- 1820 : Dénommé 1er régiment d'artillerie à pied
- 1829 : Création du 1er régiment d'artillerie
- 1854 : Création du 1er régiment d'artillerie à pied
- 1867 : Devient 1er régiment d'artillerie monté
- 1872 : Dénommé 1er régiment d'artillerie
- 1883 : Devient 1er régiment d'artillerie de campagne
- 1920 : 1er régiment d'artillerie divisionnaire
- 1946 : 1er régiment d'artillerie

## Colonels et chefs de corps
- 1er avril 1791 : Pierre Abel de Sappel
- 1er octobre 1792 : Joseph de Quintin
- mai 1793 : Colonel Gillot
- janvier 1794 : Chef de brigade Delpire
- 13 mars 1800 : Jacques Alexandre François Allix
- mai 1802 : Jacques Alexandre Bernard Law de Lauriston
- 16 octobre 1802 : Joseph Marie de Pernety
- 3 mai 1804 : Jean-Jacques Desvaux
- 4 avril 1805 : Augustin Gabriel d'Aboville
- 13 février 1807 : Sylvain Charles Valée
- 5 octobre 1809 : Pierre Philibert Gerdy
- 11 mars 1813 : Armand Joseph Henri Digeon
- 21 juin 1814 : Albert Laurent
- 21 juin 1816 : Jean-Baptiste Nicolas Schouller
- 2 mars 1822 : Louis Thomas Nacquart
- 8 mars 1823 : Frédéric Louis Le François
- 14 mai 1830 : Charles Émile Pierre Joseph de Laplace
- 23 décembre 1837 : Joseph Louis Avéros
- 27 novembre 1841 : Henri Nicolas Raymond Jeannest-Lanoue
- 28 octobre 1843 : Blaise Jean François Édouard Lapène
- 7 mai 1849 :  Charles François Amour Constant Rély
- 14 juillet 1851 :  Edmond Fournier
- 12 décembre 1851 :  Alfred de Sévelinges
- 10 mai 1854 : Jules Étienne Marie Forgeot
- 14 avril 1855 : Henri Lemulier
- 20 août 1863 : Jules Jean Pierre de Vassoigne
- 23 août 1866 : Jean Charles François Soleille
- 17 septembre 1873 : Pierre Charles Armand Maucourant
- 1880-1883 : Octave de Bastard d'Estang
- 1883-1886 : Colonel Duterme
- 1886-1890 : Colonel Vionnois
- 1890-1894 : Colonel Castan
- 1894-1896 : Colonel Ruhlmann
- 1896-1898 : Colonel Lebon
- 1898 : Marie Firmin Gabriel Théophile Amourel
- 1900-1905 : Colonel Thiboudet de Mainbraye
- 1905-1908 : Colonel Château
- 1908-1912 : Colonel Pichot
- 1912-1914 : Colonel Huguet
- 1914-1916 : Colonel Lequime
- 1916-1917 : Lieutenant-colonel Crébassol
- 1917 : Lieutenant-colonel Jacques Maurice Lefébure[1]
- 1917 : Chef d'escadron Rieder
- 1918 : Lieutenant-colonel Hermann
- 1918 : Lieutenant-colonel Maury
- 1919-1920 : Colonel Malraison
- 1920-1924 : Colonel de Tristan
- 1924-1925 : Colonel Errard
- 1925-1929 : Lieutenant-colonel Cerfon
- 1929-1931 : Colonel Lenoble
- 1931-1932 : Colonel Marey-Monge
- 1932-1935 : Colonel Vauchey
- 1935-1938 : Colonel Arnaud
- 1938-1940 : Colonel Debellemaniere
- 1940 : Lieutenant-colonel Bourquard
- 1946-1948 : Colonel De Winter
- 1948-1949 : Colonel Eliet
- 1949-1951 : Colonel Borgnis-Desbordes
- 1951-1953 : Colonel Canioni
- 1953-1955 : Colonel Arnaud
- 1955-1956 : Colonel Bersihand
- 1956-1957 : Chef d'escadron Biet
- 1957-1958 : Chef d'escadron de France
- 1958-1960 : Chef d'escadron Totth
- 1960-1962 : Lieutenant-colonel Louis Rivié
- 1962-1964 : Lieutenant-colonel Laulanie
- 1964-1966 : Lieutenant-colonel Marechal
- 1966-1968 : Lieutenant-colonel Dupuy
- 1968-1970 : Lieutenant-colonel Billet
- 1970-1972 : Lieutenant-colonel Multon
- 1972-1974 : Colonel Mathe
- 1974-1976 : Colonel Verzat
- 1976-1978 : Colonel Calleja
- 1978-1980 : Colonel Font
- 1980-1982 : Colonel Cavaillé
- 1982-1984 : Roland Guillaume
- 1984-1986 : Guy Loizeau
- 1986-1988 : Alain Pedron
- 1988-1990 : Pierre Dejean
- 1990-1992 : Lieutenant-colonel Raymond Borgiali
- 1992-1994 : Lieutenant-colonel André Genot
- 1994-1996 : Lieutenant-colonel Barnier
- 1996-1997 : Lieutenant-colonel Douault
- 1997 : Jean-Pierre Jacob
- 1997-1999 : Lieutenant-colonel Francis Giraud
- 1999-2001 : Bernard Guillet
- 2001-2003 : Lieutenant-colonel Paul Morillon
- 2003-2005 : Lieutenant-colonel Philippe Mendez
- 2005-2007 : Colonel Claude
- 2007-2009 : Colonel Thierry Collognat
- 2009-2011 : Lieutenant-colonel Jean-Armel Sentis
- 2011-2013 : Lieutenant-colonel Jacques Duffy
- 2013-2015 : Lieutenant-colonel Raphaël Bernard
- 2015- 2017 : Lieutenant-colonel Hubert Ronsin
- 2017-2019 : Lieutenant-colonel Alexandre Lesueur
- 2019-2021 : Lieutenant-colonel Alexandre Nortz
- 2021-2023. : Colonel Arnaud Martin
- 2023-2025 Colonel Matthieu Debas
- 2025- Colonel Olivier Leduc

## Historique

### Révolution française et Premier Empire
De 1792 à 1795, durant les guerres de la Première Coalition, le régiment fait partie de l'armée du Nord. Il participe le 20 septembre 1792 à la bataille de Valmy, et le 6 novembre de la même année à la bataille de Jemappes. 
En 1793, il se trouve à la bataille de Hondschoote, où à la tête de sa compagnie, le lieutenant en second Drouot emporte une redoute, puis au combat de Bliescastel.
Par décret du 19 pluviôse an II (7 février 1794) créant le 1er régiment d'artillerie à cheval, le régiment prend alors la dénomination de « 1er régiment d'artillerie à pied ».
En 1794, il assiste à la bataille de Fleurus et au siège du fort de l'Écluse
De 1795 à 1797, le régiment est affecté à l'armée de Sambre-et-Meuse puis il rejoint l'armée d'Italie.
De 1798 à 1801, les 3e et 11e compagnies rattachées à l'armée d'Orient embarquent à Gênes et à Civitavecchia à destination de l'Égypte pour participer à la campagne d'Égypte. Le 21 juillet 1798 elles participent à la bataille des Pyramides et le 25 juillet 1799 à la bataille d'Aboukir.
La 15e compagnie, et une partie de la 8e, affectées à l'armée de Naples, avaient été faites prisonnières à la capitulation d'Ancône, le 14 novembre 1799. Les éléments engagés dans l'armée du Danube, participent à la bataille de Zurich, tandis que deux autres compagnies, les 1re et 2e, étaient à Saint-Domingue et le reste du régiment était en garnison à Lyon et à Turin.
En 1799 et 1800 le régiment fait la campagne d'Italie et se trouve engagé le 14 juin 1800 dans la bataille de Marengo et revenu à l'armée du Rhin il combat à Hohenlinden.
En 1800, le dépôt du corps était à Douai.
Du 11 au 14 juillet 1801, Turin fut le théâtre d'une révolte militaire. 
La garnison se composait du 3e régiment de cavalerie, du 13e régiment de chasseurs à cheval (ex-cavalerie de la légion américaine), de quelques compagnies de sapeurs du génie, et des 6e, 7e, 9e, 16e, 17e, 18e, 19e et 20e compagnies du 1er d'artillerie. L'agitation commença par des réclamations des sapeurs qui n'avaient pas touché de solde depuis trois ans. Le général Delmas, qui commandait à Turin et à qui la réclamation fut portée le 23 messidor an IX (12 juillet 1801) par les sapeurs, sans doute d'une façon inconvenante, en fit séance tenante fusiller quelques-uns. Cet acte de sévérité irréfléchie et excessive causa immédiatement une émotion extraordinaire dans toute la garnison, et fut exploitée par quelques militaires appartenant au 13e chasseurs, qui s'entendirent avec les maîtres d'armes et prévôts des autres corps, et par leur influence déterminèrent une manifestation à laquelle prirent part un certain nombre de canonniers. Ramenés à la raison et à la discipline par leurs officiers et sous-officiers, ces canonniers rentrèrent à la citadelle où les 8 compagnies étaient casernées, et ces compagnies n'en sortirent plus que pour réprimer le désordre qui continuait en ville.

À la lecture du rapport du général Berthier, alors ministre de la Guerre, le Premier Consul s'était emporté et avait signé un arrêté qui cassait le 1er régiment d'artillerie, ordonnait que ses drapeaux fussent envoyés à Paris, incorporait les compagnies de Turin dans d'autres régiments, et renvoyait chez eux les officiers de ces compagnies, sans préjudice des peines qui seraient infligées aux coupables.

L'exécution de ces mesures est confiée au général Piston, commandant territorial, qui ordonne aux 8 compagnies de se rendre au Pont-de-Beauvoisin et y arrive lui-même avec un escadron du 20e de cavalerie. À l'heure dite, et sur le terrain désigné, les compagnies sont en bataille, silencieuses. On leur donne, entre deux bans, lecture de l'arrêté des consuls; elles défilent devant le général et chacune se met à l'instant en route pour la destination qui lui est ordonnée.

Après avoir obéi, le chef de brigade Allix adressait un exposé des faits au Premier Consul, exposé qu'il terminait ainsi : « Le régiment se rappelle avec fierté qu'il a eu l'honneur de vous compter parmi ses officiers, et attend tout de votre justice. Muni de cet exposé et des informations prises auprès des autorités locales, le ministre de la Guerre Berthier adressa, un mois plus tard, au Premier consul un nouveau long rapport, indiquant que la mauvaise conduite de 5 compagnies, si tant est qu'elle ait été criminelle, ne peut déshonorer celles qui combattent en Égypte, en Italie, au siège de Porto-Ferrajo (en) et sur la flotte de l'amiral Linois.

Le ministre de la guerre échoua. Le Premier consul ne voulut point se donner un démenti et les mesures prescrites avaient été exécutées. Les drapeaux du 1er régiment d'artillerie étaient à Paris. Parties du Pont-de-Beauvoisin, les compagnies étaient arrivées à la destination qui leur avait été assignée. Le chef de brigade Allix conduisit le reste de son régiment à La Fère, où il arriva le 13 octobre . Peu de temps après il fut remplacé par Lauriston qui était l'un des aides de camp du Premier Consul.

Finalement, cette grosse affaire se termina par la lettre suivante, datée du 4 vendémiaire an X (26 septembre 1801) :
« Le Premier consul, citoyen, rend aux compagnies du 1er régiment d'artillerie qui n'ont pas participé à l'insurrection du Piémont toute la justice qu'elles méritent pour leurs services ainsi que pour la gloire qu'elles ont acquise militairement, et par leur discipline. Il me charge de vous inviter à leur en donner l'assurance. Aussitôt que le régiment sera formé, le Premier consul lui fera lui-même présent d'un drapeau, comme un gage de l'estime particulière du Gouvernement. Je vous salue. Nota : Cette lettre a été expédiée au secrétariat, et signée de la main du ministre. Conforme à l'original. signé GASSENDI. »
Le 17 décembre 1801, un bataillon d'artillerie piémontais est versé dans ses rangs pour compléter le régiment.
Au mois d'avril 1802, le régiment était encore sans drapeau, et le général Drouas qui avait présidé à sa réorganisation intercédait auprès du Premier consul pour que les drapeaux fussent rendus. Les 6e et 7e compagnies furent rappelées de Douai et de Metz, et reprirent leur place au 1er régiment à La Fère. Pendant ce temps les 3e et 11e compagnies qui s'étaient embarquées à Gênes et à Civitavecchia, en mars 1798, pour se rendre en Égypte, rentraient en France en janvier 1802, et étaient envoyées à Grenoble pour entrer dans la réorganisation du 4e régiment d'artillerie.
Depuis l'année 1805 jusqu'à la fin de l'Empire, le 1er régiment d'artillerie a été partagé entre les armées d'Allemagne et d'Espagne, avec quelques compagnies détachées à la garde de l'embouchure de l'Escaut et des Antilles. 
En 1805 durant la troisième Coalition on trouve des éléments du régiment engagés aux batailles d'Ulm et d'Elchingen puis le 2 décembre à la bataille d'Austerlitz.
En 1806-1807 durant la campagne de Prusse et de Pologne des éléments participent le 14 octobre 1806 à la bataille d'Iéna puis en 1807 aux batailles d'Ostrolenka et de Friedland.
De 1808 à 1814, plusieurs compagnies sont affectées à armée de Portugal, dans le cadre de la guerre d'indépendance espagnole.  Elles participent aux batailles et sièges de Medina de Rioseco en 1808, de Saragosse et de Talavera en 1809, de Ciudad-Rodrigo en 1810, de Cadix, de Badajoz en 1811, aux défenses de Ciudad-Rodrigo et de Badajoz, à la bataille des Arapiles en 1812 puis à celles de Vitoria en 1813 et de Toulouse en 1814.
En 1812, les 9e et 12e compagnies sont faites prisonnières dans la capitulation de Badajoz. 
Le dépôt du régiment quitte La Fère au commencement de 1808, pour s'établir à Strasbourg, et il reste dans cette place jusqu'à la fin.

La 18e compagnie est prise par les Anglais à Flessingue en 1808. 
En 1809, les éléments engagés dans la campagne d'Allemagne et d'Autriche assistent aux batailles d'Essling et de Wagram.
En 1810, la 2e compagnie est faite prisonnière en Guadeloupe.
Les compagnies faites prisonnières sont successivement remplacées par de nouvelles compagnies formées à Strasbourg. Voici quelle était la situation des compagnies au 1er octobre 1812 :
- 1re compagnie à la Grande Armée
- 2e compagnie à la Grande Armée
- 3e compagnie à la Grande Armée
- 4e compagnie en Espagne
- 5e compagnie à la Grande Armée
- 6e compagnie à la Grande Armée
- 7e compagnie en Espagne
- 8e compagnie à la Grande Armée
- 9e compagnie en Espagne
- 10e compagnie à la Grande Armée
- 11e compagnie en Espagne
- 12e compagnie à Strasbourg
- 13e compagnie à la Grande Armée
- 14e compagnie au Portugal
- 15e compagnie à la Grande Armée
- 16e compagnie à la Grande Armée
- 17e compagnie à la Grande Armée
- 18e compagnie à la Grande Armée
- 19e compagnie au Portugal
- 20e compagnie en Aragon
- 21e compagnie à la Grande Armée
- 22e compagnie à Minden
- Dépôt à Strasbourg

En 1812, une partie du régiment participe à la campagne de Russie et se trouve engagé aux batailles de Polotsk, de Smolensk, de la Moskova, de Krasnoï, de La Bérézina et de Vilna.
Conformément au décret du 1er août 1813, le régiment avait été porté à 28 compagnies, comme les autres.
En 1813 dans la campagne d'Allemagne, le régiment assiste aux batailles de Lützen, de Bautzen, de Dresde, de Jüterbog, de Leipzig (du 16 au 19 octobre) et de Hanau.
En 1814 dans la campagne de France, il participe aux batailles de La Rothière et de Paris.

Lors de la première Restauration, les débris du régiment réunis à Strasbourg y sont réorganisés par le général Valée. Le corps est formé sur le pied de 24 compagnies. On y verse trois compagnies du régiment d'artillerie hollandais qui avait pris en 1810 le no 9, 4 compagnies de l'artillerie de la Jeune Garde et quelques hommes de la Vieille Garde .
En 1815 lors de la septième Coalition le régiment se trouve à la défense de Huningue.

Après Waterloo, les compagnies qui avaient fait la campagne de Belgique, et 3 compagnies qui étaient en route pour Vincennes, passèrent la Loire et furent licenciées à Limoges le 26 octobre 1815, par le général Charbonnel. Neuf compagnies restées à Strasbourg et dans les places de l'Alsace, avaient été dissoutes le 11 septembre 1815 par le géneral Lepin. Le dépôt qui avait accompagné les 3 compagnies dirigées le 14 juin sur Vincennes était à Limoges.

### De 1816 à 1848
Le dépôt et 2 compagnies et demie maintenus sur pied furent envoyés à Bourges, et c'est là que le « 1er régiment d'artillerie à pied nouveau » est formé à la date du 1er janvier 1816, sous l'ancien titre de « régiment de La Fère », et sous le commandement du même chef, le colonel Albert Laurent. Il devait compter 16 compagnies et un cadre de dépôt . Ses rangs furent remplis par l'appel des canonniers volontaires originaires des départements de la Charente-Inférieure, de l'Hérault, des Bouches-du-Rhône, du Jura et de l'Allier.
Quant aux hommes renvoyés dans leurs foyers, les uns rappelés suivant le même principe, servirent à recomposer les autres régiments d'artillerie. L'excédant entra dans la formation des compagnies d'artillerie attachées aux légions d'infanterie départementale, en exécution de la loi du 23 novembre 1815. 
En 1820, le « régiment de La Fère » prend le nom de « 1er régiment d'artillerie à pied ».
En 1823 une partie du régiment participe à l'expédition d'Espagne et participe au siège de Pampelune.
Le 9 octobre 1829 le « 1er régiment d'artillerie à pied » est réorganisé à Rennes, et devient le  « 1er régiment d'artillerie mixte ». Il conserve ses 11 premières compagnies, verse 6 compagnies au nouveau 8e régiment d'artillerie mixte », et reçoit en échange les trois premières compagnies du 3e régiment d'artillerie à cheval, et les 14e et 15e compagnies du 6e régiment d'artillerie à pied. Il transforme six de ses compagnies à pied en batteries montées par l'adjonction de détachements du train d'artillerie, et il se trouve alors constitué sur le pied de 3 batteries à cheval, 6 batteries montées et 7 batteries à pied.
En 1832, dans le cadre de la  guerre belgo-néerlandaise , une partie du régiment est au siège d'Anvers
En 1833 , il est réduit à 12 batteries et un cadre de dépôt, et verse 4 batteries au nouveau 13e régiment d'artillerie.
En 1839, une partie du régiment participe au début de la conquête de l'Algérie et participe, en 1840, aux expéditions de Médéa et de Miliana puis en 1844 lors de l'expédition du Maroc à la bataille d'Isly.
Les garnisons parcourues par le 1er régiment d'artillerie depuis sa formation sont : Douai en 1818, Rennes en 1825, Douai en 1830, Vincennes en 1833, Strasbourg en 1837, Bourges en 1842, Toulouse en 1845, Grenoble en 1848 et Metz en 1851.

### Second Empire
Il était encore à Metz en 1854, lorsqu'il fut atteint par la fâcheuse organisation qui marque cette année. Par des motifs absolument incompréhensibles, les vieilles traditions ont été brisées. La plupart des régiments changèrent de numéros, et le 1er régiment d'artillerie perdit le rang qu'il possédait depuis si longtemps. Il devint le 7e régiment d'artillerie. 

Un nouveau régiment est créé de toutes pièces en 1854, toujours sous le no 1, et le titre de régiment à pied. Ce nouveau « 1er régiment d'artillerie à pied » est formé à Vincennes avec 4 batteries du 8e régiment d'artillerie, 4 batteries du 9e régiment d'artillerie, et 4 batteries du 10e régiment d'artillerie.

Dans le cadre de la guerre de Crimée, le régiment participe durant le Siège de Sébastopol à la Bataille de l'Alma en 1854 et à la bataille de Malakoff. Il envoie une portion du régiment à l'expédition de la Baltique qui assiste au siège de Bomarsund.
Ce régiment a occupé successivement les garnisons de Vincennes en 1854, Grenoble en 1857, Alger en 1860, Rennes en 1864, Metz en 1868, et Bourges en 1871.
- 1859 : Campagne d'Italie
  - 4 juin : Bataille de Magenta
  - 24 juin : Bataille de Solférino
- 1860 : Expédition française en Syrie
- 1861-1867 : Expédition du Mexique

Ce régiment, devenu en 1866 « 1er régiment d'artillerie de réserve », est mis sur le pied de 12 batteries, 4 batteries à pied et 8 batteries montées.

### De 1871 à 1914
Par suite du décret du 20 avril 1872, il est devient le 1er régiment d'artillerie, en conservant son dépôt et 8 de ses batteries. Il cède 2 batteries au 16e régiment d'artillerie de nouvelle formation, et 2 batteries au 18e régiment d'artillerie. Il est complété par l'incorporation des 7e et 8e batteries de l'ex-18e régiment d'artillerie à cheval. 
Le 28 septembre 1873, il fait partie de la 8e brigade et cède ses deux batteries à cheval, l'une au 36e, et l'autre au 37e régiment d'artillerie.
Plus tard, de 1885 à 1888, il participe à la conquête du Tonkin en Extrême-Orient, se distinguant à Quin Hon et à Than Hoe.

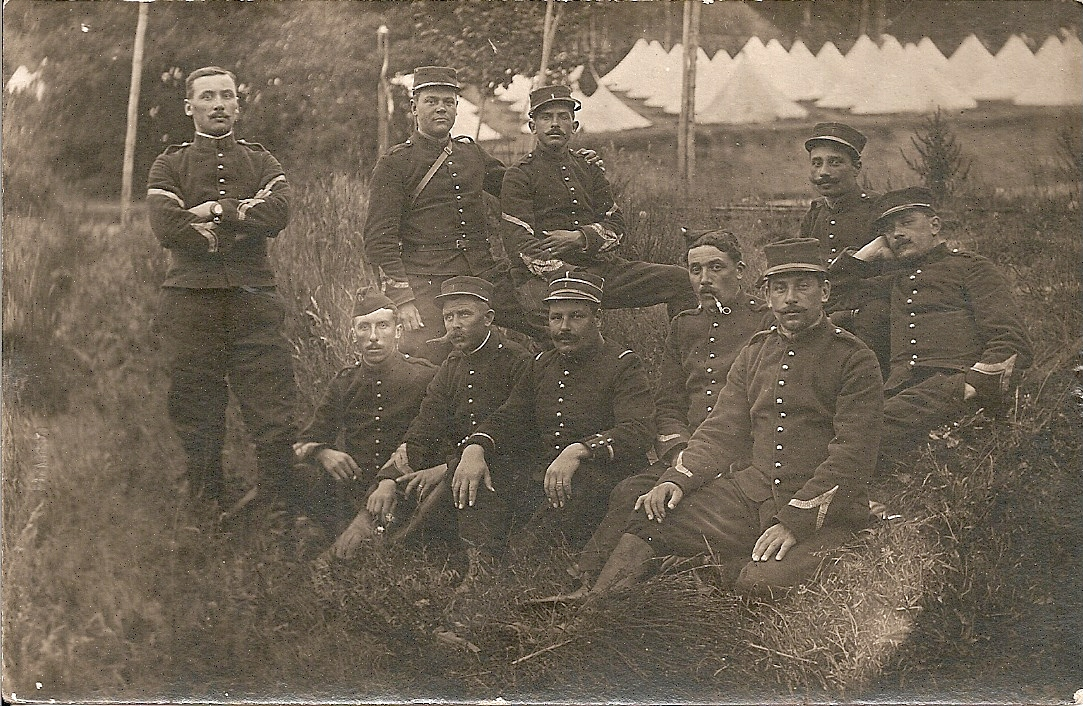
Portrait d'artilleurs du 1er RAC vers 1906-1914.

### Première Guerre mondiale
Neuf batteries de 75 sont en casernement à Valence et deux à Grenoble.

#### Affectation
8e brigade d'artillerie, artillerie de la 16e division d'infanterie.
Composition : trois groupes de neuf batteries de 75 (36 canons). Les quatre groupes ont eu des parcours différents.
Il participe à la bataille de Lorraine en août 1914, subit le premier choc de la ruée allemande à Verdun en février 1916 et prend part aux opérations de Champagne à Massiges de fin 1917 à juillet 1918. Cité deux fois à l'ordre de l'armée, le 1er régiment d'artillerie a perdu 22 officiers, 58 sous-officiers, 48 brigadiers et 459 canonniers.
Le régiment a eu trois citations pour son comportement lors de ce conflit. Il a reçu la fourragère aux couleurs de la croix de guerre 1914-1918.

#### 1914
- 7 août : Départ du régiment de ses casernements de Bourges, débarquement à Charmes. Après plusieurs jours de marche forcée, arrivée devant Sarrebourg. Premiers contacts avec un ennemi retranché, appuyé par une forte artillerie (210 et 280 mm).
- 21 août : Repli vers La Mortagne.
- Victoires de Lorraine  La Mortagne, bataille de la Woëvre et des Hauts-de-Meuse combats du bois d'Ailly en forêt d'Apremont).
- 27 août au 12 septembre : Stabilisation du front, installation des batteries dans la région de Clézentaine.
- 17 septembre : Embarquement du régiment vers Saint-Mihiel. Les batteries s'installent à cheval sur la Meuse : au sud de Cœur-la-petite, au nord de Mécrin, et sur le plateau de Liouville. Le régiment restera dans ce secteur jusqu'au début de 1916, se battant contre les corps d'armées bavarois. Ce secteur sera le théâtre d'une guerre des tranchées des plus meurtrières.

#### 1915
- Opérations d'avril en Woëvre : Saint-Mihiel

#### 1916
- Relevé du secteur de la forêt d'Apremont aux premiers jours de février 1916, le régiment est envoyé au camp de Belrain (Meuse). Le déclenchement de la bataille de Verdun change ses plans.
- Le 20 février, le 2e Groupe est à Douaumont, en appui de la 31e Brigade. Il supportera pendant un mois le choc d'une attaque formidable.

Les 1er et 3e Groupes sont à hauteur du fort de Troyon.
- Au bout d'un mois, parti au complet, le 2e groupe a perdu la moitié de ses hommes et de ses chevaux
- De fin mars à juillet : Installation dans le secteur des Eparges, notamment sur la crête des Hures.
- 15 juillet : Installation dans le secteur de Tavannes, et au fort de Souville
- Septembre à novembre : Mise au repos du régiment dans les environs de Nancy.
- Décembre : Installation dans le secteur de la Somme, à Berny-en Santerre et à Estrées.

#### 1917
- Janvier à mars : Le régiment occupe le secteur du Four de Paris dans la forêt d'Argonne.
- 3 avril : Préparation de l'offensive de Champagne, les batteries sont échelonnées sur la rive droite de la Vesle, au nord du ruisseau de Prosne, dans le secteur des villages de Vez-Tuizy.
- Le 27 mai : le régiment est cité à l'ordre du corps d'armée, à la suite de sa tenue à partir de l'attaque du 17 avril.
- 21 juin : mort du Lieutenant-colonel Lefébure, chef de corps du régiment.
- Juillet : Installation dans le secteur de Maison de Champagne - La Main-de-Massiges, où, pendant un an, il remplira des missions ingrates et pénibles. Ce secteur étant constamment agité par des coups de main qu'il faut exécuter ou repousser.

#### 1918
- 15 juillet : attaque allemande sur Reims et à l'est de cette ville. Le 2e groupe, le plus avancé, est soumis pendant douze heures à des tirs extrêmement violents.
- 17 juillet : les batteries sont encore sur leurs positions et aident à la reprise de la Main de Massiges.
- 29 juillet : après l'échec de l'attaque allemande, le régiment s'installe près de la ferme d'Ecueil, au sud-ouest de Reims.
- À partir du 30 septembre, reprise de la guerre de mouvement. Franchissement de la Vesle, puis de la Suippe à Pont-Givard et Amnencourt, enfin de l'Aisne à Vieux-les-Asfeld.
- 25 octobre : Appui de la conquête de Hunding-Stellung. Une dizaine de canons sont capturés.
- 5 novembre : Après trois mois de poursuite en rase campagne, le régiment, exténué, quitte la bataille pour se reformer près d'Epernay, puis Avenay (Marne).

### Citations obtenues durant la Première Guerre mondiale
- 2 citations à l'ordre de l'Armée pour le régiment : Il gagnera le droit de porter la fourragère aux couleurs de la Croix de Guerre 1914-1918.
- 1 citation à l'ordre de la Division pour le 3e Groupe
- 1 citation à l'ordre du 27e RI pour le 2e Groupe
- 2 citations à l'ordre du 95e RI pour les 1er et 3e Groupes

### Entre-deux-guerres
Le régiment est affecté à la 15e Division d'Infanterie et cantonne notamment à Auxonne et à Dijon, sous l’appellation 1er RAD (Régiment d'Artillerie Divisionnaire). Il absorbe le 48e régiment d'artillerie lors de la réorganisation des corps d'artillerie en 1924.

### Seconde Guerre mondiale
Rattaché à la 1re Armée et au 4e Corps d'armée.
Composé d'une Batterie Hors-Rang, de trois groupes de 75 et d'une Batterie Divisionnaire Anti-Chars (BDAC) de 75 ou de 47.
Il crée par dédoublement le 1er RALD (Régiment d'Artillerie Lourde Divisionnaire), équipé de canon de 105C et 155C.

#### 1940
En mai 1940, au moment de l'offensive allemande, il prend position en Belgique dans la région de Gembloux. Les 14 et 15 mai, il brise par ses feux une attaque ennemie appuyée par des chars et des avions. Il sera cité à l'ordre de l'armée et décoré de la Croix de Guerre 1939-1945 à cette occasion.
- 14 - 15 mai : Bataille de Gembloux
- 25 au 30 mai 1940 : Poche de Lille

### De 1945 à nos jours

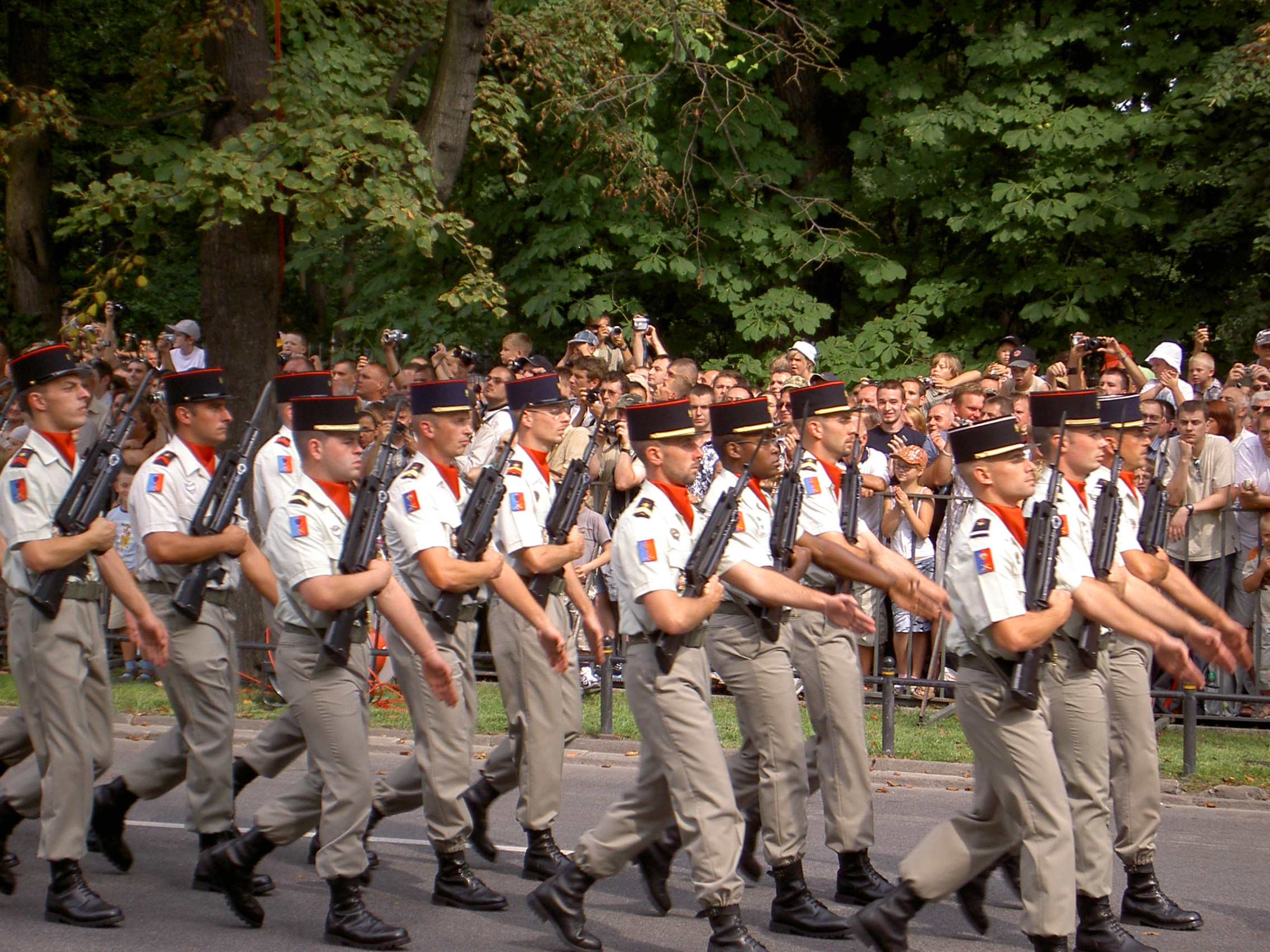
Garde d'honneur du 1er régiment d'artillerie à Varsovie lors du Jour des forces armées polonaises en 2007.

Le 1er août 1946, le 1er régiment d'artillerie est reconstitué à partir du 65e RAA. Il s'installe d'abord à Reutlingen en zone d'occupation française en Allemagne en puis en octobre 1947 à Mulhouse.
De 1955 à 1962, il participe aux opérations de maintien de l'ordre au Maroc puis en Algérie, à Bouhmama, dans la région de Khenchela dans les Aurès.
Il agira principalement comme bataillon d'infanterie, sous le nom de I/1 RA. Il y sera adjoint une batterie d'artillerie, équipée en obusier de 155 mm M1. La 1re batterie formera notamment le commando de chasse « V33 ».
Arrivé en fin de séjour, le régiment s’installe à Nevers, quartier Pittié, pour devenir le Régiment d’Artillerie divisionnaire de la 7e division blindée. En juillet 1969, il est transféré au quartier Pajol à Montbéliard où il passe du canon de 155 F3 au 155 AU F1. Il participe à l'intervention française en ex-Yougoslavie, avec ses AU-F1.
Le 13 juin 1997, le 74e régiment d'artillerie est dissous et recréé en tant que 1er régiment d'artillerie. La devise « Royal d'abord, premier toujours » et les traditions du 1er RA sont ainsi conservées.
Le régiment est stationné au quartier Ailleret à Bourogne, commune du Territoire de Belfort et équipé de 24 M270. Depuis 2014, il dispose de 13 lance-roquette unitaire, une version mise à jour du M270. Celui-ci est déployé pour la première fois en février 2016 au Mali au cours de l'opération Barkhane.
De 2016 à 2024, il est le régiment d'artillerie divisionnaire de la 1re division.

## Traditions

### Faits d'armes inscrits sur l'étendard
Il porte, cousues en lettres d'or dans ses plis, les inscriptions suivantes :

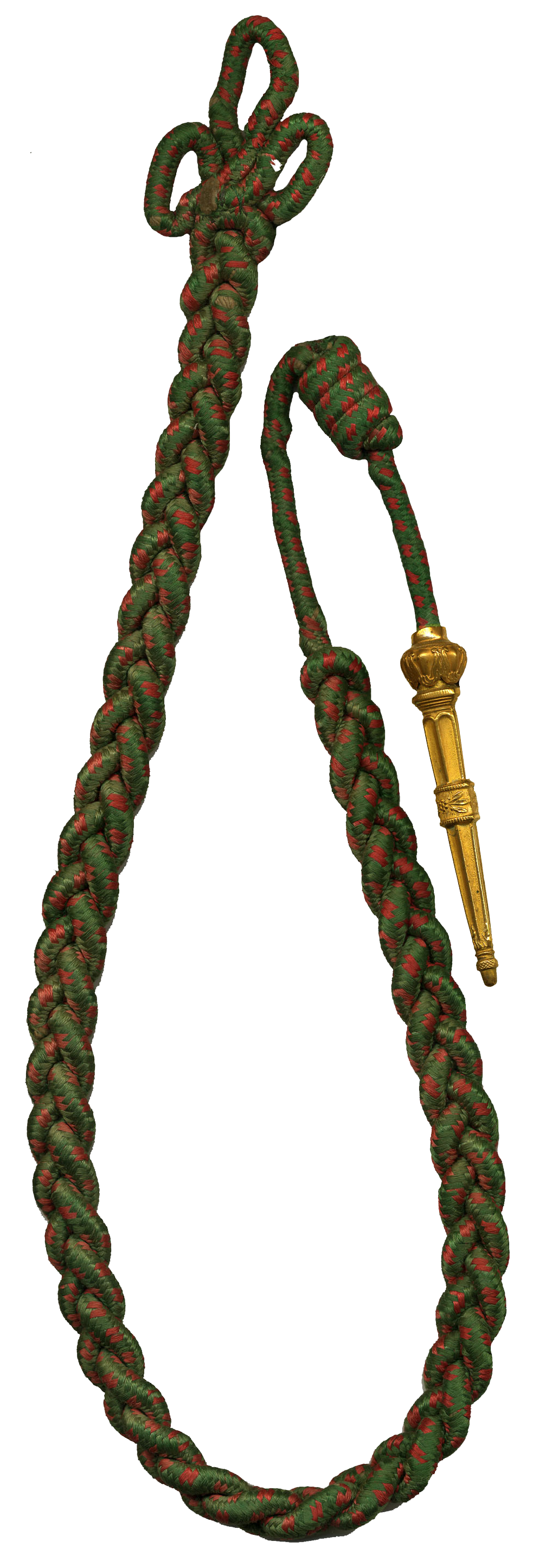
Fourragère aux couleurs du ruban de la croix de guerre 1914-1918

- Valmy 1792
- Friedland 1807
- Moskowa 1812
- Anvers 1832
- Sébastopol 1854-1855
- Extrême-Orient 1884-1885
- Lorraine 1914
- Verdun 1916
- Massiges 1917-1918
- Gembloux 1940

### Devise
Ses devises sont « Royal d'abord, Premier toujours », reprise au 1er régiment de dragons à sa dissolution en 1997, et « Decent jovis fulmina prolem » (Les foudres de Jupiter protègent nos enfants).

### Décorations
Sa cravate est décorée de la Croix de guerre 1914-1918 avec deux citations à l'ordre de l'armée et de la Croix de guerre 1939-1945 avec une citation à l'ordre de l'armée.
Il porte la fourragère aux couleurs du ruban de la Croix de guerre 1914-1918.

### Marraine du régiment
Le 1er RA a pour marraine en 2013 la chanteuse SHY'M.

### Fête du régiment
La fête du 1er RA est à sa date anniversaire, le 4 février.
La Sainte Barbe, sainte patronne des artilleurs et fêtée le 4 décembre, est également une date importante.

### Chant du régiment
I
Artilleur du Royal souviens-toi dans ton âme,
De ton histoire qui résonne et t’enflamme,
Valmy, Friedland, ces campagnes d’honneur,
Résonnent avec nos trois couleurs. } Bis
II
L’Empereur dans nos rangs, a servi la patrie,
Nous couvrit de fierté en Russie,
Nous versâmes le sang pour la gloire,
Qui résonne sur notre Etendard. } Bis
III
De 14 à 18, nos anciens valeureux,
Sur les fronts de Champagne, glorieux,
De Massiges à Gembloux, les canons du Régiment
Résonnent hardis et vaillamment. } Bis
IV
Artilleurs au Royal, telle est notre fierté,
Notre foudre devant elle dévastera,
Artilleurs au Royal, nous serons les premiers,
Ce cri résonne des fusiliers du Roi. } Bis
V
Aujourd’hui notre fierté sert l’idéal,
L’Etendard au lys nous planterons,
Aux confins de la terre si Sainte Barbe nous prions,
Pour que résonne le canon du Royal. } Bis
Composé par le Lieutenant Armand COTTIN

## Le régiment aujourd'hui
Le régiment occupe le quartier Ailleret au sein du terrain militaire des Fougerais sur le territoire de la commune de Bourogne.
Il peut être engagé dans sa totalité contre un ennemi conventionnel puissant, en Europe ou ailleurs, ou participer sous forme de module de dimension variable à des actions de reconquête de souveraineté, de maintien de la paix ou à des actions humanitaires partout dans le monde. 
Depuis septembre 2024, le 1er RA est rattaché à la 19e brigade d'artillerie au sein du commandement des actions dans la profondeur et du renseignement.
Son soutien est assuré par le groupement de soutien de la base de défense de Belfort.

### Composition
- 1re Batterie : DLOC, Lance roquettes unitaire et Mortier 120 mm, Radar COBRA et SL2A (couleur bleu). Devise: « Batterie Première, batterie La Fere » « Debellare Superbos, Parcere Subjectis »
- 2e Batterie  : DLOC, Lance roquettes unitaire et Mortier 120 mm, Radar COBRA et SL2A (couleur rouge).
- 3e Batterie  : DLOC, Lance roquettes unitaire et Mortier 120 mm, Radar COBRA et SL2A(couleur vert). Devise : « In hoc signo vinces »
- 4e Batterie  : DLOC, Lance roquettes unitaire et Mortier 120 mm, Radar COBRA et SL2A (couleur bleu clair).
- 6e Batterie : DLOC-DAP, centre de formation, détachements de liaison (couleur noir).
- 5e Batterie : Réserve (couleur rouge et bleu).
- 9e Batterie : Réserve (couleur vert et bleu).
- Batterie de Maintenance (couleur gris).
- Batterie de commandement et de logistique (couleur blanc et gris).

### Matériels

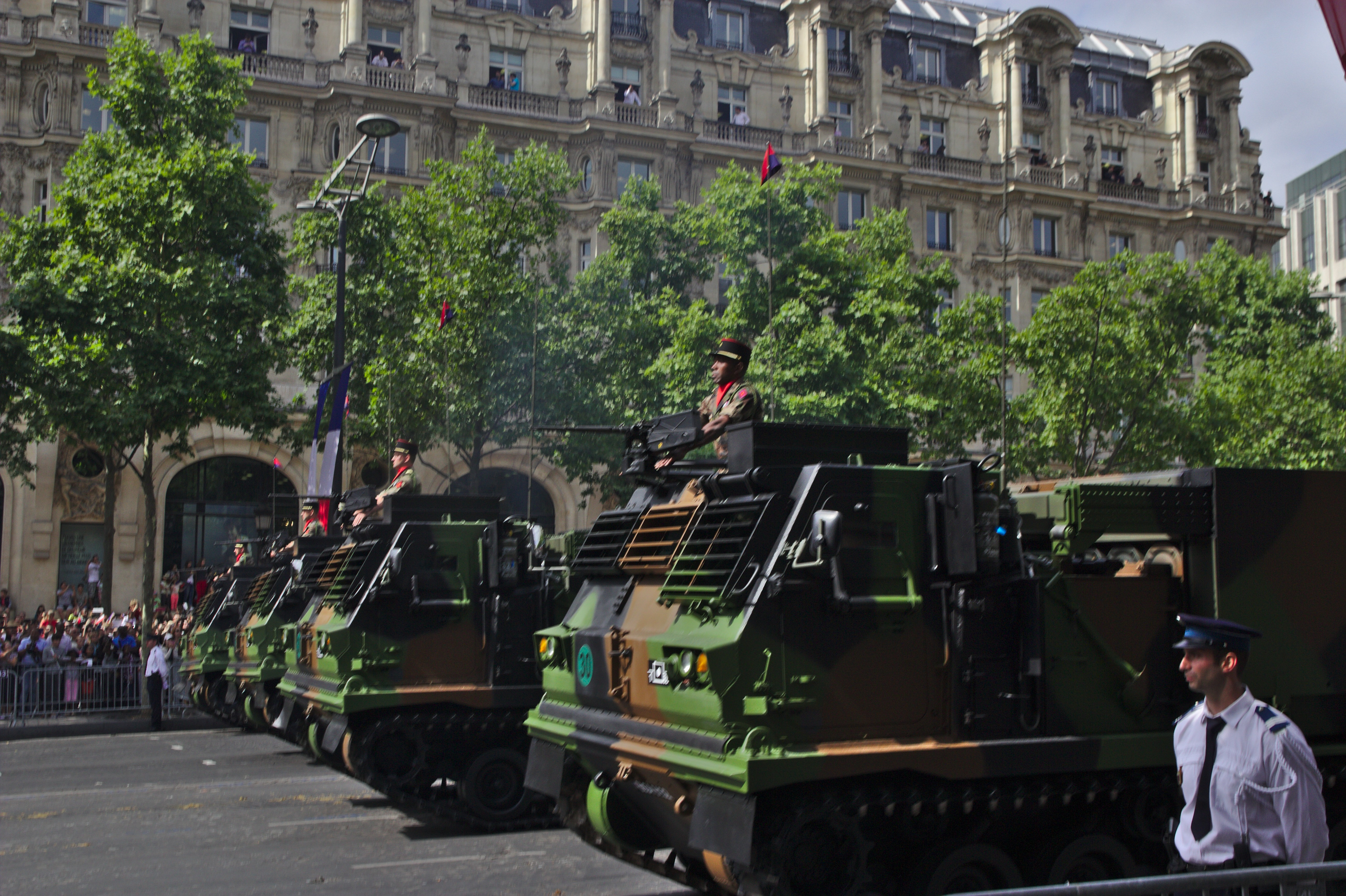
Défilé de M270 en 2015.

- 9 en 2024 des 13 Lance Roquettes Unitaire livrés en 2014[8], tirant la roquette M31
- TRM 10 000 plateau
- VTL
- VTL-R
- GBC 180
- TRM 2000
- VLTT Peugeot P4
- Radar de contrebatterie/trajectographie COBRA (livraison en 2005)
- Système de localisation de l’artillerie par acoustique (SL2A)[9]
- Drones DRAC
- Radar Ground Alerter 10 (en service depuis les années 2010, 11 en 2025[10] )
- Radar Rasit
- PVP
- Mortier de 120 mm tracté par VAB
- Station météorologique SIROCCO

## Personnalités ayant servi au1erRA
- Le Jean-Florent de Vallière y fut cadet en 1688
- Jean Ambroise Baston de Lariboisière, de 1781 à 1791
- Napoléon Bonaparte
- Joseph-Louis-Victor Jullien
- Jacques Alexandre Law de Lauriston
- François Berge
- Maréchal de camp Carmejane
- Pierre Louis Auguste Caron (canonnier en 1790)
- Antoine Drouot (1774-1847), alors lieutenant en second.
- Pierre Héring (1907-1909)
- Jean Gaspard Hulot de Collart (1780-1854), alors chef de bataillon
- Léon Zitrone (Homme de télévision)
- Louis Rivié (1911-1994), résistant, Compagnon de la Libération, chef de corps du régiment de 1960 à 1962.
- André Thoreau (1899-1985), résistant, Compagnon de la Libération.
- Cinq Chefs de corps du régiment ont leur nom gravé sur les piliers de l'Arc de triomphe : de Lauriston, Pernety, Desvaux, d'Aboville, Valée et Digeon.

## Sources et bibliographie
- Henri Kauffert : Historique de l'artillerie française
- Historique du 1er RAC (anonyme, librairie A. Depouilly Bourges)
- Le Régiment de La Fère et le 1er Régiment d'Artillerie, 1671-1900, H. Corda, Berger-Levrault & Cie, 1906
- Historique du 1er Régiment d’Artillerie
- Louis Susane : Histoire de l'artillerie Française
- Historique du 1er régiment d'artillerie de campagne : campagne contre l'Allemagne 1914-1918
- Historiques des corps de troupe de l'armée française (1569-1900)
- L'artillerie de campagne 1792-1901
- Maurice Loir, Au drapeau ! Récits militaires extraits des mémoires de G. Bussière et E. Legouis, du Cte de Ségur, du maréchal Masséna, du général Vte de Pelleport,... et des journaux, 1897, 312 p. (lire en ligne), p. 297 et suivantes